# شنافيرا كانافي
شنافيرا كانافي (بالإنجليزية: Chennaveera Kanavi)‏‏ (28 يونيو 1928 - 16 فبراير 2022) كاتب، وشاعر من الهند.

## الجوائز
- جائزة أكاديمية شايتا  [لغات أخرى]‏[3]